# Магомедов Кадир Кримханович
Кади́р Кримха́нович Магоме́дов (19 лютого 1972 — 31 січня 2015) — молодший сержант резерву 2-го батальйону спеціального призначення НГУ «Донбас», учасник російсько-української війни.

## Життєвий шлях
З липня 2014-го доброволець, старший кулеметник БТР 1-ше відділення 2-го взводу 1-ї роти, 2-й батальйон спеціального призначення НГУ «Донбас», псевдо «Карат».
31 січня 2015-го загинув поблизу міста Вуглегірськ під час виконання службово-бойового завдання з вивезення поранених вояків. Тоді ж полягли молодші сержанти Костянтин Ковальов, солдат Сергій Мякотін, Сергій Беляєв, ще 11 зазнали поранень.
5 лютого 2015-го похований у місті Харків, кладовище № 14.
Без Кадира лишились дружина, син 1998 р. н.

## Нагороди та вшанування
- Указом Президента України № 365/2015 від 27 червня 2015 року, «за особисту мужність і високий професіоналізм, виявлені у захисті державного суверенітету та територіальної цілісності України, вірність військовій присязі», нагороджений орденом «За мужність» III ступеня (посмертно)[1].
- Вшановується в меморіальному комплексі «Зала пам'яті», в щоденному ранковому церемоніалі 31 січня[2][3].